# Etne
Etne er en kommune i den sydlige del af Vestland fylke i Norge. Den grænser til kommunerne Kvinnherad, Odda, Sauda, Suldal og Vindafjord; de tre sidstnævnte i Rogaland. Totalt areal er 708 kvadratkilometer og indbyggertallet er ca 4.000. Omkring halvdelen af indbyggerne i kommunen bor i byerne Etnesjøen og Skånevik.
Nabokommunerne Ølen og Vindafjord slog sig sammen til Vindafjord kommune fra 1. januar 2006. Etne var inviteret til at være med i sammenslutningen, men har valgt at stå udenfor som en selvstændig kommune indtil videre.
14. maj 2005 blev nogle af de nordlige dele af Etne lagt ind under Folgefonna nationalpark. Lundal og Mosdal blev fredet helt ned til Åkrafjorden ved Mosnes. Det er den eneste del af nationalparken, som går ud til havet.

## Tusindårssted
Kommunens tusindårssted er gården og kirkestedet ved Stødle. Kommunen har valgt mottoet «Stødle – heilagstad og hovdingsete» for sit valg.
På Etne kulturhus har kommunen etableret et tusindårscenter som et af delmålene i projektet «Tusenårsstaden på Stødleterrassen».
Kommunen har haft lokale arbejdsgrupper, som har udarbejdet et formidlingsprojekt knyttet til historien om Stødle og Etnebygden.

## Personer fra Etne
- Erling Skakke († 1179)
- Magnus Erlingsson († 1184), konge
- Karoline Bjørnson († 1934), skuespiller
- Knut Markhus, skolemand, politiker, leder av Noregs Mållag († 1963)
- Gunnar Berge (1940-), politiker, regeringsmedlem[1][2]
- Solveig Horne (1969–), politiker, regeringsmedlem